# Macroplacus
Macroplacus was een geslacht van uitgestorven reptiel. Het was een robuust gebouwd dier met enorme kiezen en een sterk gebouwde schedel. De kaken waren zwaar en er zaten waarschijnlijk grote spieren aan vast. Men vermoedt dat Macroplacus hiermee schelpen kraakte. Macroplacus werd ongeveer één meter lang. Het was een dier met een amfibische levenswijze. Macroplacus had nog poten, maar stond aan het begin van de stamboom der zeereptielen. Latere vormen zouden in plaats van poten peddels of flippers krijgen. Macroplacus was echter weinig aan het zeeleven aangepast. De classificatie van Macroplacus is omstreden maar hij wordt meestal in de Cyamodontidae of de Placochelyidae geplaatst. In dezelfde wateren leefden nothosauriërs als Nothosaurus en Ceresiosaurus. Zij waren meer aangepast aan het zeeleven en zwommen vermoedelijk sneller dan Macroplacus. Macroplacus was een goede prooi voor vele carnivoren. Van grote nothosauriërs als Ceresiosaurus is het bekend dat ze kleinere zeereptielen aten. Op het land moest Macroplacus uitkijken voor rauisuchiërs als Ticinosuchus. Deze verwanten van de krokodilachtigen hadden sterke kaken en konden hard rennen. In de buurt van Macroplacus leefden ook kleinere dieren zoals pterosauriërs, een dier met de naam Macronemus en andere zeereptielen als Serpianosaurus, Neusticosaurus en Helveticosaurus. Verder was er nog de krokodilachtige phytosauriër Rutiodon die misschien ook op Macroplacus jaagde als hij de kans kreeg. Macroplacus leefde in Zwitserland in het Midden-Trias.